# 千葉県立茂原高等学校
千葉県立茂原高等学校（ちばけんりつ もばらこうとうがっこう）は、千葉県茂原市高師道下にある県立高等学校。
略称「茂校」。

## 概要
女学校として開校、長く女子のみであったが、2004年（平成16年）4月から男女共学となった。
設置学科は普通科のみ。制服は男女ともにブレザーである。

## 沿革
- 1902年（明治35年） - 私立岩川静和女学校として開校
- 1939年（昭和14年） - 千葉県立長生高等女学校となる
- 1948年（昭和23年） - 千葉県立長生女子高等学校となる
- 1955年（昭和23年） - 千葉県立長生第二高等学校となる
- 1961年（昭和36年） - 現校名となる
- 2004年（平成16年）4月 - 男女共学となる

## 交通
- JR外房線茂原駅より徒歩27分
- 通学日に限り、茂原駅南口から直通の路線バス（小湊鉄道）が運行される。

## 出身者
- 舟知恵（翻訳家） ※長生高等女学校卒
- 阿部優（プロサッカー選手）